# Ліньцзян
Ліньцзян (кит. спр. 临江市, піньїнь: Línjiāng Shì) — прикордонне місто-повіт в східнокитайській провінції Цзілінь, складова міста Байшань.

## Географія
Ліньцзян розташований на плато Чанбайшань на висоті понад 300 метрів над рівнем моря, лежить на річці Ялуцзян.

### Клімат
Місто знаходиться у зоні, котра характеризується вологим континентальним кліматом. Найтепліший місяць — липень із середньою температурою 22,3 °C. Найхолодніший місяць — січень, із середньою температурою -8.2 °С.
| Клімат Ліньцзяна        | Клімат Ліньцзяна | Клімат Ліньцзяна | Клімат Ліньцзяна | Клімат Ліньцзяна | Клімат Ліньцзяна | Клімат Ліньцзяна | Клімат Ліньцзяна | Клімат Ліньцзяна | Клімат Ліньцзяна | Клімат Ліньцзяна | Клімат Ліньцзяна | Клімат Ліньцзяна | Клімат Ліньцзяна |
| Показник                | Січ.             | Лют.             | Бер.             | Квіт.            | Трав.            | Черв.            | Лип.             | Серп.            | Вер.             | Жовт.            | Лист.            | Груд.            | Рік              |
| Середній максимум, °C   | −8,2             | −1,9             | 5,6              | 15,5             | 21,8             | 26               | 28,1             | 27,6             | 22,3             | 14,9             | 3,7              | −5,5             | 12,5             |
| Середня температура, °C | −15,3            | −9,5             | −1,1             | 7,9              | 14,3             | 19,1             | 22,3             | 21,5             | 14,8             | 7                | −2,5             | −11,7            | 5,6              |
| Середній мінімум, °C    | −20,9            | −15,6            | −6,8             | 1,4              | 7,7              | 13,7             | 18,2             | 17,5             | 10               | 1,2              | −7,1             | −16,5            | 0,2              |
| Норма опадів, мм        | 11.7             | 11.7             | 22.5             | 43.1             | 82               | 118.1            | 202              | 159.2            | 71.2             | 39.8             | 31.8             | 17.2             | 810.3            |
| Вологість повітря, %    | 71               | 65               | 59               | 56               | 63               | 72               | 79               | 80               | 77               | 67               | 69               | 72               | 69.2             |
| ----------------------- | ---------------- | ---------------- | ---------------- | ---------------- | ---------------- | ---------------- | ---------------- | ---------------- | ---------------- | ---------------- | ---------------- | ---------------- | ---------------- |
| Джерело: data.cma.cn    |                  |                  |                  |                  |                  |                  |                  |                  |                  |                  |                  |                  |                  |